# Canthigaster smithae
Canthigaster smithae е вид лъчеперка от семейство Tetraodontidae. Видът не е застрашен от изчезване.

## Разпространение и местообитание
Разпространен е в Индия (Андамански и Никобарски острови), Кения, Коморски острови, Мавриций, Мадагаскар, Майот, Малайзия, Малдиви, Мианмар, Мозамбик, Реюнион, Сейшели, Тайланд, Танзания и Южна Африка.
Среща се на дълбочина от 20 до 40 m.

## Описание
На дължина достигат до 13 cm.